# Monte Enchastraye
Monte Enchastraye lub Enciastraia (fr. Tête de l'Enchastraye) − szczyt w Alpach Nadmorskich, części Alp Zachodnich. Leży na granicy między Włochami (Piemont) a Francją (Prowansja-Alpy-Lazurowe Wybrzeże). Sąsiaduje z Rocca dei Tre Vescovi, leży na północny zachód od Monte Argentera.